# The Elephant Man (film)
The Elephant Man is een Amerikaanse dramafilm uit 1980 onder regie van David Lynch. De film is gebaseerd op het leven van Joseph Merrick (die in de film John Merrick wordt genoemd). De hoofdrollen worden vertolkt door John Hurt, Anthony Hopkins, Anne Bancroft, John Gielgud, Wendy Hiller, Michael Elphick, Hannah Gordon en Freddie Jones.
Het scenario van de film is gebaseerd op de boeken The Elephant Man and Other Reminiscences (1923) van Frederick Treves en The Elephant Man: A Study in Human Dignity van Ashley Montagu. De gehele film is in zwart-wit opgenomen. De film was een groot succes en werd genomineerd voor acht Oscars.

## Verhaal
De Londense arts Frederick Treves ontdekt bij toeval in een Freakshow John Merrick, een man die over zijn hele lichaam zware verminkingen heeft. Hij moet in het dagelijks leven altijd een lange jas en hoed dragen om zijn uiterlijk te verbergen. Bytes, de uitbater van de show, beweert bovendien dat Merrick mentaal gestoord zou zijn.
Treves is geïnteresseerd in Merrick en betaalt Bytes om hem te mogen onderzoeken. Hij gebruikt hem als studieobject voor zijn lezingen. Wanneer Treves ontdekt hoe Bytes Merrick behandelt, staat hij erop dat Merrick in London Hospital blijft zodat Treves hem mogelijk kan helpen aan zijn misvormingen. Omdat de verpleegsters niet in Merricks buurt willen komen, is Treves gedwongen hem in quarantaine te plaatsen onder toezicht van de hoofdverpleegster, mevrouw Mothershead. Francis Carr Gomm, de directeur van het ziekenhuis, is terughoudend in het bieden van onderdak aan Merrick daar Merrick volgens hem niet genezen kan worden. Nadat Carr Gomm Merrick echter psalm 23 op hoort zeggen, is hij echter overtuigd dat Merrick slimmer is dan Bytes hen wou doen geloven en staat toe dat hij blijft.
Merrick krijgt meerdere kamers in het ziekenhuis toegewezen en brengt zijn tijd vooral door met lezen, tekenen en modellen maken. Treves neemt Merrick op een dag mee voor een kopje thee bij hem thuis, samen met zijn vrouw Ann. Voor Merrick is deze vorm van vriendelijkheid nieuw, daar niemand hem ooit zo heeft behandeld. Via Treves komt Merrick langzaam met steeds meer mensen in contact. Mevrouw Mothershead is echter van mening dat Merrick nog steeds als een freakshowattractie wordt behandeld, zij het nu in een hogere sociale klasse. Treves begint zich af te vragen of hij wel het juiste heeft gedaan. De raad van bestuur van het ziekenhuis begint zich vragen te stellen bij het feit of ze Merrick wel de rest van zijn leven moeten ondersteunen. Dit verandert als prinses Alexandra van Denemarken het ziekenhuis onverwacht bezoekt, met een bericht van koningin Victoria waarin staat dat een speciaal fonds beschikbaar is gesteld om Merrick de rest van zijn leven in het ziekenhuis te laten verblijven.
Dan wordt Merrick op een nacht echter ontvoerd door Bytes, geholpen door Jim, de corrupte nachtwaker van het ziekenhuis. Hij ontvoert Merrick naar het vasteland van Europa, waar hij wederom als freak moet optreden. Met de tussenkomst van een getuige, ontdekt Treves wat er is gebeurd en onderneemt actie tegen de nachtwaker en Bytes, maar hij is te laat om Merrick nog terug te halen. Merrick kan uiteindelijk ontsnappen met behulp van enkele andere freaks en probeert terug te keren naar Londen. Hij trekt echter al snel de aandacht van een boze menigte, die hem in elkaar slaat. De politie ontzet de zwaargewonde Merrick en brengt hem terug naar het ziekenhuis. Merrick sterft niet veel later aan de gevolgen van COPD.

## Rolverdeling
| Acteur          | Personage                        |
| --------------- | -------------------------------- |
| Anthony Hopkins | Dr. Frederick Treves             |
| John Hurt       | John Merrick                     |
| Hannah Gordon   | Ann Treves                       |
| Anne Bancroft   | Madge Kendal                     |
| John Gielgud    | Francis Culling Carr Gomm        |
| Wendy Hiller    | Mevr. Mothershead                |
| Freddie Jones   | Mr. Bytes                        |
| Michael Elphick | Jim                              |
| Dexter Fletcher | Bytes' hulpje                    |
| Helen Ryan      | Prinses Alexandra van Denemarken |
| John Standing   | Dr. Fox                          |
| Lesley Dunlop   | verpleegster Nora                |
| Nula Conwell    | verpleegster Kathleen            |
| Phoebe Nicholls | Mary Jane Merrick                |
| Kenny Baker     | dwerg                            |

Frederick Treves, een achterneef van de echte Frederick Treves, heeft een gastrol in de film als Alderman, een man die de freakshows wil laten sluiten.

## Achtergrond

### Historiciteit
De film wijkt op een aantal punten af van het leven van de echte Merrick. Zo vond het incident met de boze menigte op het treinstation in werkelijkheid plaats voordat Treves Merrick ontmoette, niet daarna. Ook werd Merrick niet door Treves gered van een sadistische freakshowuitbater, maar zocht hij zelf contact met de arts. Het personage Bytes is een mengeling van de drie freakshowuitbaters waar Merrick in zijn leven voor werkte: Tom Norman, Sam Roper en Joe Ferarri.
Een van de redenen dat het scenario niet overal klopt, is omdat het werd geschreven voor de publicatie van het boek The True History of the Elephant Man van Peter Ford en Michael Howell. Dit boek ontkrachtte een groot aantal van de geruchten rondom Merrick die wel in de film zijn verwerkt.
Vanwege zijn aandoening kon de echte Merrick niet zo goed praten als zijn filmversie. Treves moest vaak dienstdoen als vertaler.

### Productie
De film werd geproduceerd door Mel Brooks, die onder de indruk was van Lynch’ eerdere film Eraserhead. Brooks was destijds vooral bekend van komische films. Daarom liet hij zijn naam niet vermelden op de filmposter en andere marketingsartikelen voor de film, omdat hij bang was dat mensen anders onterecht het idee zouden krijgen dat de film een komedie was.
Voor John Hurts kostuum en grime werd onder andere een matrijs van het lichaam van de echte Merrick gebruikt, welke nog bewaard was gebleven in een privécollectie van het Royal London Hospital. De grime werd verzorgd door Christopher Tucker.
Lynch schreef niet alleen mee aan de film, maar werkte ook mee aan de filmmuziek.

### Uitgave en ontvangst
The Elephant Man werd met goede kritieken ontvangen door critici. Op Rotten Tomatoes scoort de film 91% aan goede beoordelingen. Vincent Canby prees Hurt voor zijn acteerprestaties, zeker met de zware schmink op. Roger Ebert gaf de film in zijn beoordeling 2 uit 4 sterren.

## Prijzen en nominaties
In 1981 werd The Elephant Man genomineerd voor 8 Oscars:
- Beste acteur (John Hurt)
- Beste decors
- Beste kostuums
- Beste regisseur (David Lynch)
- Beste filmmontage
- Beste originele muziek (John Morris)
- Beste film
- Beste scenario

Daarnaast werd de film voor nog eens 21 andere prijzen genomineerd, waarvan er acht werden gewonnen:
- De Grand Prize op het Avoriaz Fantastic Film Festival
- 3 BAFTA Film Awards
- De Best Cinematography Award
- De César voor beste buitenlandse film
- De Critics Award van de French Syndicate of Cinema Critics voor beste buitenlandse film
- De Special Achievement Award